# 案

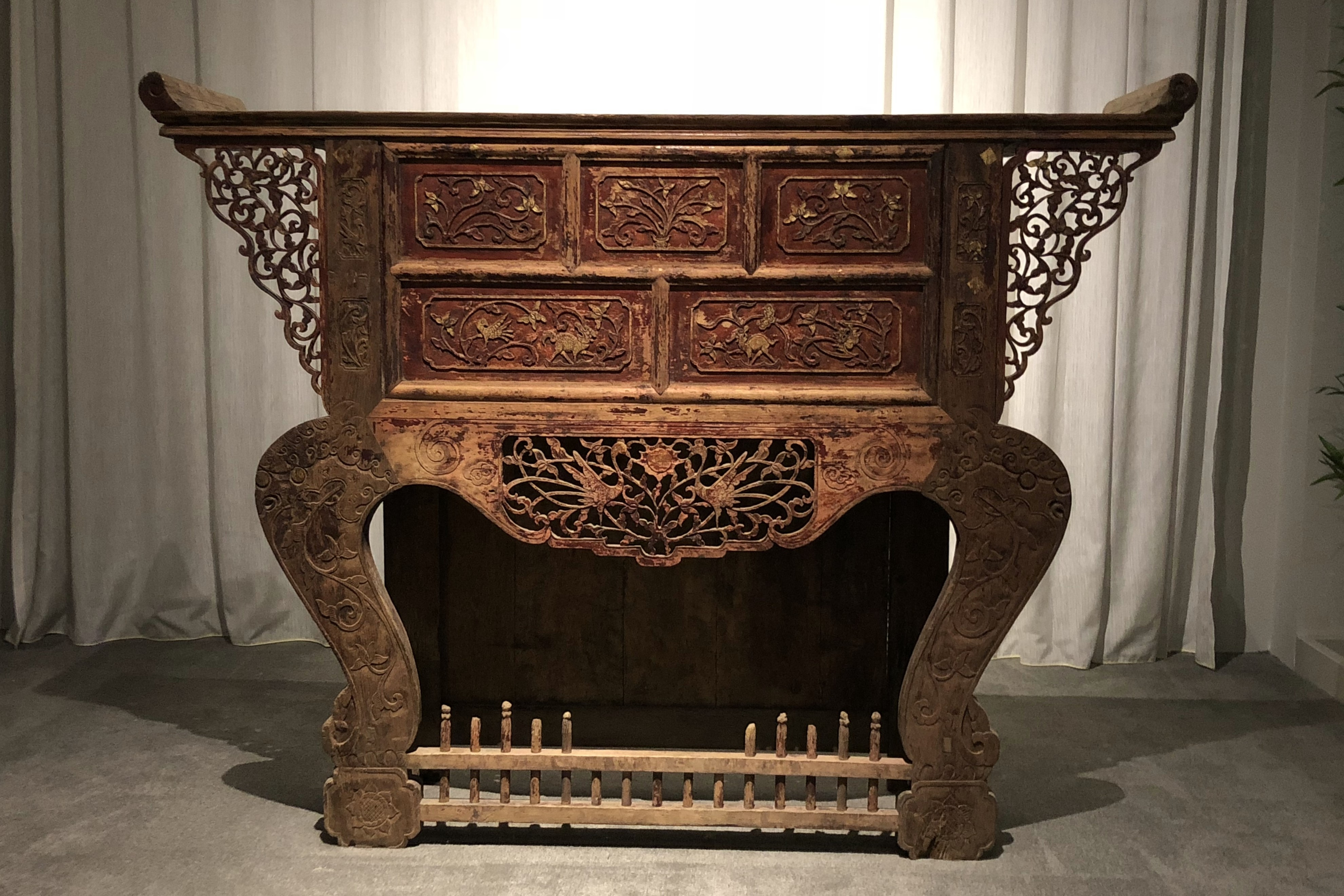
天津武清博物馆馆藏的供案

案是東亞傳統的一种家具。早期的案和床榻的功能一样，用于坐卧。汉朝，出现了用于进食的低矮食案，当时因为是分食制，食案面积较小，接着，还出现了用来放置物品的案。到了晋朝，案的高度和长度都在增加，分食制也由合食制过渡。到了宋朝，合食制已成主流，盛放食物的家具也由更大的桌代替了原来的案。